# ディアナサンダイヤモンド

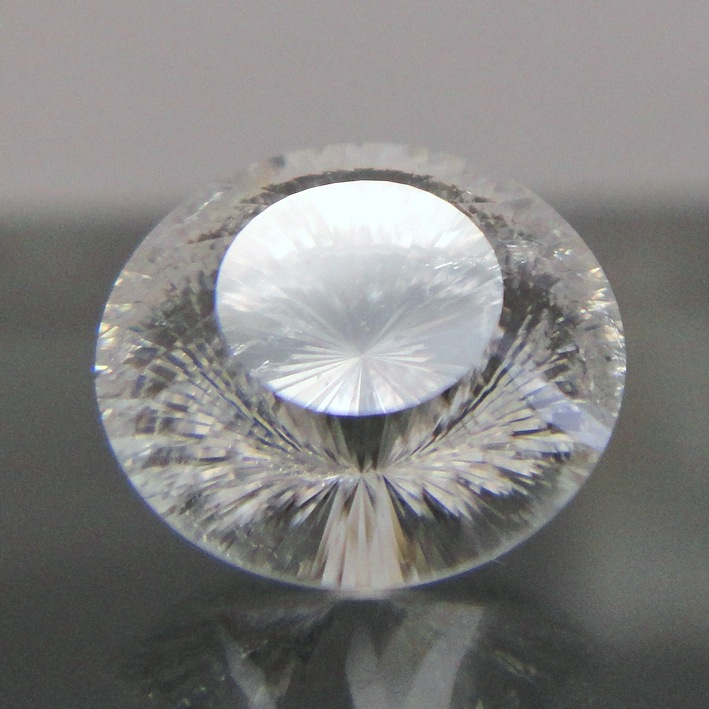
252面カット　ディアナサンダイヤモンド

ディアナサンダイヤモンドとは、建築家・首藤尚丈（しゅとうなおたけ）によって開発された、特殊なカットのダイヤモンドの総称。一般的なダイアモンドのカット法である58面ブリリアントカットとは別の幾何学理論にもとづいて設計された。
最初に開発されたのが、86面カットのダイヤモンドで、その後、9面カット、114カットが次々と発表され、252面カット、504面カット、最大で1008面カットのダイアモンドが誕生した。1008面カットのダイアモンドは、17カラットで2005年の時価総額で17億円の価値が着いた。